# Themisto abyssorum
Themisto abyssorum is een vlokreeftensoort uit de familie van de Hyperiidae. De wetenschappelijke naam van de soort is voor het eerst geldig gepubliceerd in 1870 door Boeck.